# Список об'єктів Світової спадщини ЮНЕСКО в Камеруні
В списку об'єктів Світової спадщини ЮНЕСКО у Камеруні налічується 1 найменування (станом на 2010 рік).
| № | Зображення | Назва                   | Місцеположення | Час створення | Час внесення до списку | №                                                  | Критерії |
| - | ---------- | ----------------------- | -------------- | ------------- | ---------------------- | -------------------------------------------------- | -------- |
| 1 |            | Фауністичний резерв Джа | Камерун        | 1950          | 1987                   | 407 [Архівовано 24 грудня 2018 у Wayback Machine.] | ix, x    |